# Itihaas
Itihaas est un film indien de Bollywood réalisé par Raj Kanwar sorti le 20 juin 1997.
Le film met en vedette Ajay Devgan et Twinkle Khanna.

## Box-office
- Box-office Inde: 107 500 000 roupies.

Box-office india qualifie le film d'échec.